# Panotrogus nadaii
Panotrogus nadaii är en skalbaggsart som beskrevs av Keith 2003. Panotrogus nadaii ingår i släktet Panotrogus och familjen Melolonthidae. Inga underarter finns listade i Catalogue of Life.